# Люди, пов'язані з Севастополем

## Уродженці Севастополя
- Аверченко Аркадій Тимофійович (1881—1925) — російськомовний письменник-сатирик і гуморист українського походження.
- Агарков Андрій Леонідович — російський поет.
- Бабурова Анастасія Едуардівна — українська журналістка, працювала в Москві, загинула від рук російського націоналіста.
- Биков Петро Васильович — російський перекладач, письменник, бібліограф, мемуарист.
- Бикова Римма Олександрівна (1926—2008) — радянська і російська актриса, режисер.
- Бібиков Сергій Миколайович — український археолог. Доктор історичних наук (1953).
- Бричук Олександр Васильович — рядовий патрульної служби міліції особливого призначення України, учасник російсько-української війни.
- Вдовиченко Ірина Іванівна — фахівець з історії та культури античних держав Північного Причорномор'я.
- Даша Севастопольська — одна з перших військових сестер милосердя, героїня оборони Севастополя в Кримську війну 1853—1856 рр.
- Русіян Михайло Тимофійович— полковник Армії УНР.
- Сіріск — вважається першим істориком, що жив на теренах України.
- Вербицький Олександр Матвійович — архітектор, автор проекту сучасної споруди залізничного вокзалу у Києві.
- Водолажченко Ольга Гаврилівна — історик, філолог, архівіст, перекладача науковий співробітник Харківської науково-дослідної кафедри історії української культури.
- Леждей Ельза Іванівна (193—2001) — радянська і російська актриса театру і кіно.
- Всеволод Грабар — український військовий, загинув 9 травня 2023 року, обороняючи від російських окупантів Запорізьку область.[1]
- Лола Гьока (1910—1985) — албанська піаністка.
- Довженко Олександр Романович — лікар-нарколог, заслужений лікар України, народний лікар СРСР, автор методу лікування алкоголізму та паління шляхом кодування.
- Жуковський Станіслав Віталійович — український поет, перекладач. Член Національної спілки письменників України (від 1981 року).
- Кияшко Микола Никандрович — радянський офіцер, Герой Радянського Союзу.
- Коссовська-Давиденко Алла (1906—1996) — українська письменниця, громадський і культурний діяч.
- Корпан Олександр Богданович — український військовий льотчик (капітан), командир авіаційної ланки авіаційної ескадрильї 299 БрТА ПС ЗС України, учасник російсько-української війни, найкращий льотчик ударної авіації за підсумками 2021 року. Герой України (2022).
- Тимур Крилов — український військовий, поліг у бою з ворогом 10 серпня 2023 року біля села Роботине Запорізької області.[2]
- Ківа Андрій Ігорович — український футболіст.
- Міхеєв Олександр Васильович (*1964) — радянський та український футболіст.
- Папанін Іван Дмитрович — дослідник Арктики.
- Пауков Вадим Євгенович (*1965) — радянський та український футболіст.
- Петрусенко Оксана Андріївна — українська оперна співачка.
- Плешаков Юрій Сергійович — український футболіст.
- В. Г. Плігінський — ентомолог, дослідник фауни Криму.
- Полотай Микола Сидорович — російський поет. Член Спілки письменників України (1957).
- Прозуменщикова Галина Миколаївна — українська радянська спортсменка.
- Прусов Віталій Арсенійович (16 лютого 1940 року) — український гідромеханік та метеоролог, доктор фізико-математичних наук, професор кафедри метеорології та кліматології географічного факультету Київського національного університету імені Тараса Шевченка.
- Ігор Рябенко — український військовий, нацгвардієць, позивний Крим, загинув 31 січня 2023 року у бою з окупантами під Бахмутом на Донеччині.[3]
- Саблін Михайло Павлович — російський імператорський та український військовий діяч, віце-адмірал, командувач Чорноморського флоту.
- Ігор Соломенніков — український військовий, військовий льотчик, загинув 1 березня 2023 року під час виконання бойового завдання біля Бахмута на Донеччині.[4]
- Піонтек Павло Йосипович — сотник Дієвої армії УНР.[5]
- Абба Ковнер — ізраїльський поет і прозаїк, підпільник вільнюського гетто.
- Кодачигов Вадим Едуардович (* 1969) — український громадський і господарський діяч; учасник російсько-української війни.
- Станюкович Костянтин Михайлович (1843—1903) — російський письменник
- Трофімов Миколай Миколайович (1920—2005) — російський і радянський актор театру і кіно.
- Щепцов Дмитро Володимирович (1977—2018) — підполковник ВМС України, учасник російсько-української війни.

## Пов'язані з Севастополем
- Анін Віктор Іванович — український вчений у галузі будівництва, громадський діяч, кандидат технічних наук, доктор економічних наук, професор, член Академії будівництва України.
- Гук Микола Петрович — поет, журналіст, український громадський діяч, почесний голова Севастопольського об'єднання «Просвіта» ім. Т.Шевченка, міський голова Дрогобича (2006—2010)
- Гукович Валерія Олександрівна — українська лікарка-оториноларинголог, ЛОР-хірург, доктор медичних наук.
- Дорошенко Світлана Тимофіївна (1937—2013) — літературний критик, публіцист;
- Кішка Петро Маркович — легендарний матрос, учасник Кримської війни.
- Крошицький Михайло Павлович — музейний працівник, рятівник культурних і мистецьких скарбів міста.
- Коваленко Олександр Михайлович — український вчений, громадсько-політичний діяч.
- Кішка Петро Маркович — легендарний матрос, учасник Кримської війни.
- Макензі Фома Фомич — російський контр-адмірал шотландського походження, засновник міста Севастополь (Ахтіар).
- Мамчак Мирослав Андрійович — морський офіцер, дослідник історії флоту, заслужений журналіст України.
- Матюшенко Панас Миколайович — український громадський і політичний діяч, унтер-офіцер Чорноморського флоту, керівник повстання на панцернику «Потьомкін».
- Мацієвич Левко Макарович — український корабельний інженер, автор багатьох проектів кораблів, підводних човнів, протимінних заслонів тощо, перший український авіатор, громадський і політичний діяч.
- Проценко Володимир Миколайович — український письменник, громадський діяч, заслужений діяч мистецтв України.[6];
- Ісмет Сеітягаєв — український військовий, навчався у місті, позивний Татарин, загинув 4 квітня 2023 року під час оборони України від окупантів в одній з гарячих точок фронту.[7]
- Тенюх Ігор Йосипович — український флотоводець, адмірал України (з серпня 2008 р.) у відставці.
- Тимур Матєєв — український військовий, навчався у місті, загинув 31 травня 2023 року в бою з окупантами біля села Карамзинівка на Луганщині.[8]
- Толстой Лев Миколайович — російський письменник
- Ходоровський Григорій Костянтинович — український піаніст, композитор і педагог.
- Шевченко Гнат — матрос, учасник Кримської війни, за героїчний подвиг удостоєний встановлення пам'ятника в Севастополі.
- Денис Миронов — боєць територіальної оборони Херсона, позивний Новік, загинув 23 квітня 2022 року перебуваючи у полоні на території окупованого росіянами міста внаслідок отриманих травм від катувань, мав зламану грудну клітку і пробиту легеню.[9]

У Севастополі бувала Леся Українка.